# 19982 Барбарадурі
19982 Барбарадурі (19982 Barbaradoore) — астероїд головного поясу, відкритий 22 січня 1990 року.
Тіссеранів параметр щодо Юпітера — 3,416.